# Бернар Атон VI Транкавель

Виконтства Ним и Агд на карте Окситании

Бернар Атон VI Транкавель (Bernard Aton VI Trencavel) (1159 — ум. после 1214) — виконт Нима и Агда в 1159—1214.
Сын Бернара Атона V Транкавеля и Гиллеметты де Монпелье. Родился после смерти отца. До совершеннолетия находился под опекой матери и Бермона де Везенобра, бальи Монпелье.
В 1174 году объявлен совершеннолетним и вступил в самостоятельное управление своими виконтствами.
В 1177 году Бернар Атон VI присоединился к направленному против Раймонда V Тулузского союзу, в который входили король Арагона Альфонс II, виконт Каркассона и Безье Роже II Транкавель и Гийлем VIII, сеньор Монпелье. Графа Тулузы поддержали епископ Нима Альдебер д’Юзес и его брат епископ Юзеса Раймон II
В 1180 или 1181 году Раймонд V после осады захватил Ним и удерживал его до 1185 года, когда между Тулузой и Арагоном был заключен мирный договор.
В 1187 году Бернар Атон VI передал город Агд Агдской епархии и сам сделался её канонником.
Из-за участия в феодальных войнах он постоянно испытывал финансовые трудности. В 1179 году за 2000 солей уступил Беранже де Пюисергье право пеажа на дорогах Сен-Тибери — Марсейан и Безье — Нарбонн. В 1189 году за 10 тысяч солей заложил сеньору Монпелье владения в Лупиане и замок Марсейан. В 1194 г. за денежное вознаграждение предоставил гражданам Нима избирать четырёх консулов.
Запутавшись в долгах, в 1214 году (2 мая) Бернар Атон VI продал свои виконтства Симону IV де Монфору и удалился в монастырь.